# Nossoncourt
Nossoncourt é uma comuna francesa na região administrativa do Grande Leste, no departamento de Vosges. Estende-se por uma área de 5.34 km². Em 2010 a comuna tinha 121 habitantes (densidade: 22,7 hab./km²).